# Spermophora kirinyaga
Spermophora kirinyaga – gatunek pająka z rodziny nasosznikowatych.
Gatunek ten opisany został w 2012 roku przez Bernharda Hubera i Charlesa Warui.
U holotypego samca długość ciała wynosi 2,2 mm, a długość pierwszego odnóża: 17,1 mm. Prosoma jest ubarwiona ochrowo z czarnymi: większością sternum i znakiem na karapaksie, obejmującym okolicę oczną i nadustek oraz ciemnobrązowym środkiem sternum. U obu płci brak na karapaksie rogów. Szczękoczułki samca mają: duże apofizy frontalne, apofizy proksymalno-boczne i po trzy włoski na każdej stronie. Odnóża ochrowożółte z ciemnymi obrączkami na udach i goleniach. Nogogłaszczki samca mają apofizy w części tylno-boczno-brzusznej biodra i tylno-bocznej krętarza, procursus z kilkoma skomplikowanymi strukturami w części dystalnej oraz jeden rozdwojony wyrostek po odsiebnej stronie bulbusa i jeden mały po stronie dosiebnej. Opistosoma po obu strona ochrowoszara z czarnymi wzorami. Samicę cechuje epigyne bez szypułki, a jedynie z drobnym wyrostkiem z tyłu.
Pająk znany wyłącznie z Parku Narodowego Góry Kenii w Kenii.